# Корвин-Круковский, Сергей Сергеевич
Серге́й Серге́евич Ко́рвин-Круко́вский (1874—1937) — русский архитектор, литератор.

## Биография
Окончил институт Гражданских инженеров в 1899 году.
С 1900 года служил при Главном управлении неокладных сборов и казённой продажи питей. Был архитектором Государственных сберегательных касс при Министерстве финансов.
В последние годы преподавал в Московском областном строительном техникуме. Вёл дипломное проектирование в Московском институте инженеров гражданского строительства.
Жил в Москве по адресу: Старопименовский переулок, 7-б (1930-е). Умер 4 апреля 1937 года. Похоронен вместе с супругой Зинаидой Фёдоровной (1886—1972) в колумбарии Новодевичьего кладбища в Москве (секция 31, 1-4).

## Проекты

### Санкт-Петербург
- Боровая улица, д. 96 — доходный дом. 1906.
- Большой проспект Петроградской стороны, д. 79/Петропавловская улица, д. 4 — доходные дома К. М. Соколовского. 1910—1911.
- Улица Бехтерева, д. 3 — здание Противоалкогольного института при Психоневрологическом институте. 1911—1912.
- Набережная реки Фонтанки, д. 70-72 — здание Главного казначейства. Участие. 1913—1915. Авторы проекта Д. М. Иофан и С. С. Серафимов.

### Царское Село
- Дом Комстадиуса 1910—1911 в Софии в Царском Селе (город Пушкин, Парковая улица, 10) — перестройка.